# Kolešovice (stacja kolejowa)
Kolešovice – stacja kolejowa w miejscowości Kolešovice, w kraju środkowoczeskim, w Czechach. Znajduje się na wysokości 375 m n.p.m.
Na stacji nie ma możliwości zakupu biletów, a obsługa podróżnych odbywa się w pociągu. 

## Linie kolejowe
- 125 Krupá - Kolešovice